# The Mainspring
The Mainspring is een Amerikaanse western uit 1917 onder regie van Henry King.

## Verhaal
Te schande gemaakt door de zelfmoord van zijn vader verbreekt Ned Gillet zijn verloving met Frances Hardor. Hij wil een nieuw leven opbouwen in het Wilde Westen. Bij een wandeling op het platteland sluit hij vriendschap met de oude mijnwerker J.J. O'Rourke. Ze komen allebei bijkans om het leven bij een poging van de plaatselijke rouwdouw Bellows Jones om de mijn in te palmen. Ned snelt spoorslags naar de verlaten mijnschacht van O'Rourke in Travers City om er aanspraak op te maken voor de aankomst van Jones. Hij stelt er vast dat Jones de mijn valselijk heeft verkocht aan Bellamy, de broer van Frances. Ofschoon Ned een schadeloosstelling kan verkrijgen, weigert Frances hem nog steeds te woord te staan. Haar dankbare broer Bellamy daarentegen staat hem terzijde bij het gebruiksklaar maken van de mijn. Intussen spoort Jones enkele roervinken aan tot een staking en hij sticht brand in de mijn. Ned redt Frances en haar broer en wint aldus zowel de mijn als de hand van Frances.

## Rolverdeling
| Acteur            | Personage      |
| ----------------- | -------------- |
| Henry King        | Ned Gillett    |
| Ethel Pepperell   | Frances Hardor |
| Robert Ensminger  | Bellows Jones  |
| Charles Blaisdell | J.J. O'Rourke  |
| Cullen Landis     | Bellamy Hardor |
| Arma Carlton      | Peggy Mason    |